# Pagri

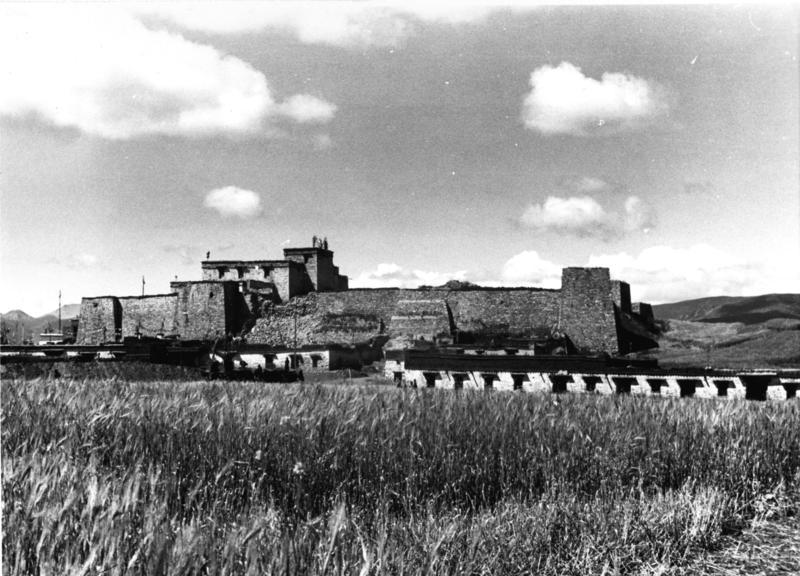
Phari Dzong (1938)

Pagri (tibetisch ཕག་རི, „Schweineberg“, Umschrift nach Wylie: phag ri, auch Phagri; chinesisch 帕里镇, Pinyin Pàlǐ Zhèn) ist eine Großgemeinde des Kreises Yadong (Dromo) im Autonomen Gebiet Tibet der Volksrepublik China. Die Fläche beträgt 348,3 Quadratkilometer und die Einwohnerzahl 2.554 (Stand: Zensus 2010). Es ist ein wichtiges Handelszentrum des südlichen Tibet und einer der höchsten Orte der Welt. Der Ort liegt 4300 m hoch am Fuß des Chomolhari im Himalaya.

## Geschichte
Im Jahr 1774 betrat der Schotte George Bogle auf dem Wege nach Samzhubzê und zum Zhaxilhünbo Pagri im Auftrag der Ostindischen Companie.
In Pagri wurde 1957 Thubten Ngödrub, das 14. Staatsorakel des Dalai Lama, geboren.